# Сан Секондо (Перуђа)
Сан Секондо је насеље у Италији у округу Перуђа, региону Умбрија.
Према процени из 2011. у насељу је живело 1199 становника. Насеље се налази на надморској висини од 267 м.